# 아울프타네스

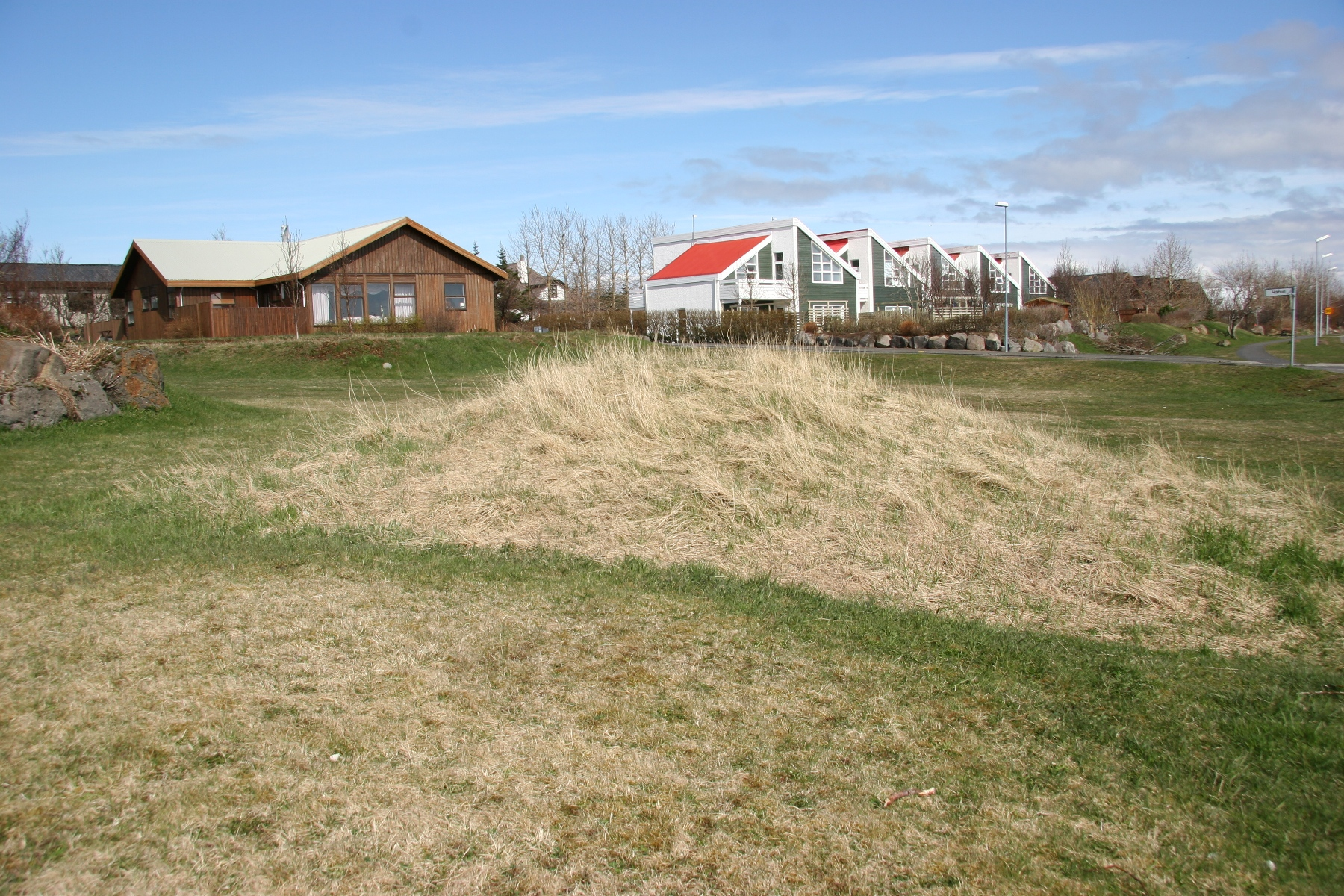
아울프타네스

아울프타네스(아이슬란드어: Álftanes)는 아이슬란드 남서부에 위치한 도시로 인구는 2,484명(2011년 기준)이다. 도시 이름은 아이슬란드어로 "백조의 곶"을 뜻한다. 행정 구역상으로는 회뷔드보르가르스바이디에 속한다. 2013년 1월 가르다바이르에 합병되었다. 아이슬란드의 대통령의 공식 관저인 베사스타디르(Bessastaðir)가 위치한 곳이기도 하다.